# Judith Guest
Judith Guest (29 de marzo de 1936) es una novelista estadounidense. Nació en Detroit, Míchigan y es la bisnieta del poeta Edgar Guest.

## Biografía
Guest asistió a la Universidad Mumford en Míchigan en 1951. Se mudó junto a su familia a Royal Oak, donde asistió a la Universidad Dondero, graduándose en 1954. Luego estudió inglés y psicología en la Universidad de Míchigan. Fue docente en una institución pública antes de decidirse por publicar novelas.
Su primer libro, Ordinary People (Gente Ordinaria), publicada en 1976, fue llevada a la pantalla grande en la película del mismo nombre, resultando ganadora de un premio de la academia por mejor película.
Esta novela, junto a Second Heaven (1982) y Errands (1997) tratan sobre un adolescente que se ve forzado a enfrentar una crisis familiar.
Judith coescribió la novela de misterio Killing Time in St. Cloud (1988) junto a la novelista Rebecca Hill.